# ماركو دافيدي
ماركو دافيدي (بالإيطالية: Davide Faraoni)‏ فاروني(من مواليد 25 أكتوبر 1991) هو لاعب كرة قدم إيطالي يلعب في مركز الظهير لنادي انتر.
ولد في براتشيانو في مقاطعة روما، لاتسيو، بدأ مسيرته في لاتسيو، مركز الظهير. وغاب أشهر قليلة في موسم 2009-10 بسبب الساق اليمنى الأمامية بالرباط الصليبي. قد لعب لفريق اتسيو في البريمافيرا.
يوم 1 يوليو 2010 تم التوقيع من قبل انترناسيونالي في 4 سنوات. في انتقال حر. وكان عضوا في الانتر لفريق تحت 20 عاما في موسم 2010-11،
و في موسم 2012-2013 انتقل ليلعب مع فريق أودينيزي

## روابط خارجية
- ماركو دافيدي على موقع الاتحاد الدولي (مؤرشف)  (الإنجليزية)
- ماركو دافيدي على موقع الاتحاد الأوربي (الإنجليزية)
- ماركو دافيدي على موقع قاعدة بيانات كرة القدم.إي يو (الإنجليزية)
- ماركو دافيدي على موقع Soccerway.com (الإنجليزية)
- ماركو دافيدي على موقع عالم كرة القدم.نت (الإنجليزية)
- ماركو دافيدي على موقع AS.com (الإسبانية)